# Sport Club Corinthians Paulista
Sport Club Corinthians Paulista je nogometni klub iz brazilskog grada São Paula. Redovito se natječe u Seriji A. Corinthians je osnovan 1910. godine.
Najveći suparnici su mu Palmeiras, Sao Paulo FC i Santos FC. Klub igra u crnoj i bijeloj opremi (otuda ime Alvinegro).
Jedan je od najuspješnijih klubova u Brazilu, osvojio 5 puta brazilsku prvu ligu, 3 puta brazilski kup, 26 puta prvenstvo države São Paulo. Godine 2000. je postao prvi klub koji je osvojio FIFA Svjetsko klupsko prvenstvo.

## Poznati igrači
- Amílcar (1912.  – 1923.)
- Neco (1913.  – 1930.)
- Rato (1921.  – 1931., 1933.  – 1937.)
- Del Debio (1922.  – 1931., 1937.  – 1939.)
- Grané (1922.  – 1931.)
- De Maria (1927.  – 1931.)
- Tuffy (1928.  – 1930.)
- Filó (1929.  – 1931.)
- Jaú (1932.  – 1937.)
- Teleco (1934.  – 1944.)
- Brandão (1935.  – 1946.)
- Servilio (1938.  – 1949.)
- Domingos da Guia (1944.  – 1947.)
- Baltazar (1945.  – 1957.)
- Cláudio (1945.  – 1957.)
- Idário (1949.  – 1959.)
- Cabeção (1949.  – 1966.)
- Luizinho (1949.  – 1967.)
- Roberto (1950.  – 1960.)
- Carbone (1951.  – 1957.)
- Gilmar (1951.  – 1961.)
- Olavo (1952.  – 1961.)
- Oreco (1957.  – 1965.)
- Flávio (1964.  – 1969.)
- Dino Sani (1965.  – 1968.)
- Rivelino (1965.  – 1974.)
- Ditão (1966.  – 1971.)
- Zé Maria (1970.  – 1983.)
- Ademir (1972.  – 1978.)
- Wladimir (1972.  – 1985., 1987.)
- Romeu Cambalhota (1974.  – 1979.)
- Vaguinho (1974.  – 1981.)
- Basílio (1975.  – 1981.)
- Geraldão (1975.  – 1978., 1979.  – 1981., 1986.  – 1987.)
- Palhinha (1977.  – 1979.)
- Sócrates (1978.  – 1984.)
- Biro-Biro (1978. – 1989.)
- Walter Casagrande (1980. – 1981., 1982. – 1984., 1985. – 1986., 1994. – 1995.)
- Zenon (1981. – 1986.)
- Daniel González (1982.)
- Carlos (1984. – 1988.)
- Dunga (1985.)
- Márcio Bittencourt (1985. – 1991.)
- Wilson Mano (1986. – 1992., 1994.)
- Ronaldo(1988. – 1998.)
- Viola(1988. – 1989., 1992. – 1995.)
- Neto (1989. – 1993.)
- Ezequiel (1990. – 1995.)
- Tupãzinho (1990. – 1996.)
- Dinei (1990. – 1992., 1998. – 2001.)
- Zé Elias (1993. – 1996.)
- Marcelinho Carioca (1993. – 1997., 1997. – 2001., 2006.)
- Célio Silva (1994. – 1998.)
- Freddy Rincón (1997. – 2000., 2004.)
- Edilson (1997. – 2000.)
- Ricardinho (1998. – 2002., 2006.)
- Carlos Gamarra (1998. – 1999.)
- Edu (1998. – 2000.)
- Vampeta (1998. – 2000., 2002. – 2003.)
- Luizão (1999. – 2002.)
- Dida (1999. – 2001., 2002.)
- Carlos Tévez (2005. – 2006.)
- Javier Mascherano (2005. – 2006.)
- Marquinhos (2012.)

## Trofeji
- FIFA Svjetsko klupsko prvenstvo (2): 2000., 2012.
- Copa Libertadores (1): 2012.
- Campeonato Brasileiro Série A (5):  1990., 1998., 1999., 2005., 2011.
- Copa do Brasil  (3): 1995., 2002., 2009.
- Campeonato Paulista (26): 1914., 1916., 1922., 1923., 1924., 1928., 1929., 1930., 1937., 1938., 1939., 1941., 1951., 1952., 1954., 1977., 1979., 1982., 1983., 1988., 1995., 1997., 1999., 2001., 2003., 2009.

## Vanjske poveznice
- Službena stranica